# Ctenocephalides connatus
Ctenocephalides connatus är en loppart som först beskrevs av Jordan 1925.  Ctenocephalides connatus ingår i släktet Ctenocephalides och familjen husloppor. Inga underarter finns listade i Catalogue of Life.